# Iñigo Elosegui
Iñigo Elosegui Momeñe (Zierbena, 6 marzo 1998) è un ciclista su strada spagnolo di origine basca che corre per il team Equipo Kern Pharma; è professionista dal 2020.

## Palmarès

### Strada
- 2018 (Lizarte, una vittoria)

Campionati spagnoli, prova in linea Under-23

## Piazzamenti

### Classiche monumento
- Milano-Sanremo

2022: 100º
- Giro delle Fiandre

2020: ritirato
2022: 82º
- Liegi-Bastogne-Liegi

2020: 97º

### Competizioni mondiali
- Campionati del mondo

Doha 2016 - Cronometro Junior: 15º
Doha 2016 - In linea Junior: ritirato
Yorkshire 2019 - Cronometro Under-23: 17º
Yorkshire 2019 - In linea Under-23: 65º

### Competizioni europee
- Campionati europei

Tartu 2015 - Cronometro Junior: ritirato
Tartu 2015 - In linea Junior: ritirato
Plumelec 2016 - Cronometro Junior: 12º
Plumelec 2016 - In linea Junior: 16º
Zlín 2018 - In linea Under-23: 34º